# 微信
微信（英文名，中國大陸版也稱）是腾讯公司于2011年1月21日推出的一款支持Android以及iOS等行動作業系統的即時通訊軟件，其面對智能手机使用者。使用者可以透過客户端與好友分享文字、图片以及貼圖，並支持分组聊天和语音、视訊对讲功能、广播（一对多）消息、照片／视訊共享、位置共享、訊息交流联系、微信支付、理財通，小程序、视频号（中国大陆中国大陆版为影音号）等服務，並有共享流媒体内容的Feed和基于位置的社交插件“摇一摇”、“朋友探測器”和“附近的人”快速新增好友。
微信支持多种语言。用户可拍摄照片或视频发送至「朋友圈」。用户可在联系人列表中选择联系人，使用雲端服務將数据备份和恢复，以保护用户通讯录数据。微信中还有订阅号、视频号、小程序等功能，可以供用户订阅他们喜欢的公众号，每个人都可以申请个人订阅号发布个人的文章等，用户可以通过订阅或者搜索获取微信公众号的文章。
用戶使用微信大部分功能都不会被收取费用。其在App Store中被标记为12岁以上下载使用。
截至2024年9月，微信于全球拥有13.82亿活跃用户，是中國大陸活躍用戶最多的社交軟件。

## 历史
微信由中國深圳的信息技术公司——腾讯控股有限公司于2010年10月筹划启动，由腾讯广州研发中心产品团队打造 。该团队经理张小龙所带领的团队曾成功开发过Foxmail、QQ邮箱等互联网项目 。腾讯公司总裁马化腾在产品策划的邮件中确定了这款产品的名称叫做“微信”。微信起步时仅通过QQ账号体系来导入关系链，之后才通过导入手机通讯录来获取用户。
2011年5月前，微信积累了约四五百万用户，微信对讲功能的加入使得用户数量进一步增长。
2011年8月，微信添加了“查看附近的人”的陌生人交友功能，用户达到1500万。到2011年底，微信用户已超过5000万；2012年3月，微信用户破亿 。
2012年4月，腾讯公司开始做出将微信推向国际市场的尝试，为了微信的欧美化，将其4.0英文版更名为“WeChat”，之后推出多种语言支持 。
2012年9月17日，腾讯微信团队发布消息称，微信用户数突破2亿 。
2012年8月21日，微信添加了“视频通话”功能，同时放出网页版。
2013年1月15日深夜，腾讯微信团队在微博上宣布微信用户数突破3亿，成为全球下载量和用户量最多的通信软件，遍及中國大陆、香港、东南亚、华人聚集地和少数西人。
2013年4月，網上傳言中国工信部要求微信收费，引来近九成网民的强烈反对。但目前为止微信仍然保持免费运营。
2013年5月，台湾艺人羅志祥和杨丞琳正式代言微信。
2013年7月，腾讯微信签下阿根廷著名球星来代言广告，准备发力南美市场。
2013年8月9日，微信增加表情商店、“经典飞机大战”游戏、收藏功能、腾讯支付功能等；QR二维码扫描也有大的改进，可以扫条码、图书和CD封面、街景，还可以翻译英文单词。
2013年8月15日WeChat國際註冊用戶突破1億名，與5月的5,000萬名用戶比較，用戶數量在三個月內上升一倍。
2014年2月26日，微信推出1.0 Mac版本。
2014年5月21日，微信宣布为了保护用户体验，净化平台环境，会对部分通过大量添加好友从事商业营销的个人微信号进行联系人数量限制，打击营销行为。
2016年5月份，微信开发者平台公告表示：“基于行业秩序和用户利益考虑，目前域名所有权人已经与腾讯控股就weixin.com域名达成一致和解”
2017年1月，微信推出“小程序”。用户打开微信扫描二维码即可激活对应小程序，无需安装额外的App。
2017年9月25日起，微信启动画面中的地球卫星图片由“蓝色弹珠”（从非洲上空拍摄）陆续变更为中国气象卫星风云四号拍摄的地球卫星图片（从东亚上空拍摄）。9月28日17时，恢复为“蓝色弹珠”为启动画面。
2017年12月28日，微信团队宣布正式上线小程序。据官方介绍，小游戏是小程序的一个类目，它即点即玩，无需下载安装，可以和微信内的好友一起玩，比如对战、围观等
2018年1月31日，在经历强制下线、停用经由虚拟设备、非常手段等方式登录微信账号后，官方正式支持最多两个账户登录的一键切换功能；发现的界面功能，是微信最接近用户操作的流量入口，作为流量价值比重较其它更重，微信放开用户自行管理此页面的菜单。
2020年5月，微信封殺外掛工具Wetool，同時使用該工具的不少微信賬號也被封禁。
2021年7月27日，微信無預警停止新用戶註冊，8月5日恢复。

## 功能
使用微信必須註冊賬號。
在賬戶安全的狀態下，用戶可以註銷。

### 社交功能

#### 即时通讯
即时通讯是微信的主要社交功能，可以通过微信联系人和微信群聊进行即时通讯。在通讯框中，有文字消息、语音消息、语音输入、语音与视频聊天、照片与视频分享、定位分享、微信红包、微信礼物、转账等功能。利用蓝牙和其他近场通信，微信可以和附近的人取得联系，并提供各种功能，方便人们随时联系。同时，它还与QQ等社交网络服务平台整合。照片还可以加上滤镜和注释，文字信息还可以机器翻译。
微信支持不同类型的即时信息，包括文字短讯、视频、语音短讯、实时对讲、表情符号和表情包。用户可以发送事先保存或实时的图片和视频、其他用户的名片、优惠券、红包或当前的定位。微信的表情包，如兔斯基，类似于日本聊天程序连我。

#### 寻找好友
微信添加好友的方式有许多种，如通过微信号或手机号码搜寻、通讯录好友、扫一扫、好友雷达等。。摇一摇和漂流瓶原先也可以添加，但功能已下线。
每个用户都拥有一个独一无二的微信号默认微信号形式为“wxid_”+“14位字符”。但是无法通过搜索添加好友 只有更改自己的个人微信号后才可以通过搜索添加好友 个人微信号更改后需要等待一年之后才可以进行更改

#### 朋友圈
朋友圈是微信社交服务品牌。用户可以在朋友圈发布文字、发布图片、视频、发表评论、分享内部或外部链接。外部链接包括音乐（与QQ音乐或其他给予网页的音乐服务关联）、新闻等各类APP内容，内部链接主要是微信公众号文章。在旧版本中关联脸书和推特帐号的用户甚至可以在更新朋友圈时同步到这两个账号上。其他朋友可以对所发布的内容评论和点赞。
朋友圈执行中国大陆的关键字审查。文案出现特定的词汇将不予显示，而且不通知发布者。禁止发敏感的图片或者视频。朋友圈的隐私性极高，除非用户开启非好友可浏览最近10条朋友圈动态，否则只有好友才能浏览用户朋友圈内容。并且只有好友可以评论、查看互为好友用户的赞和评论。用户可以設定内容可見範圍，决定某些好友或分組是否能看到这条朋友圈動態还可以随时设为“私密”，只供自己浏览。用户还可以设置自己朋友圈历史讯息的可见时长范围。
微信會在用戶朋友圈中插入顯示廣告，每日最多兩條。

### 互联网功能

#### 微信瀏覽器
PC版微信打开网页链接使用的是操作系统默认的浏览器内核，如IE，但加载前会根据腾讯内部的黑名单屏蔽网页。手机端，安卓版微信会使用Xweb内核来加载网页。
腾讯于2014年推出的默认内置微信的“QQ浏览器微信版”有时也被簡略称为“微信浏览器”。

#### 微信状态
2020年新出的微信状态， 可以使用户更灵活的表达自己目前的心情，方便了人与人之间的交流。实现更好的沟通环境。状态由一个个小图标表示，形象生动。近几年又推出了自定义状态，可以主动编辑自己现在更详细的心情。

#### 公众号
微信支持希望注册为公众号的用户将内容推送给订阅户，与订阅户进行互动，给他们提供服务。目前公众号分三种：服务号、公众号（原订阅号）和企业号（已经并入企业微信）。一旦用户以个人或组织的名义设立一种类型的账户，就不能更改账户的类型。截至2014年底，公众号已达800万个。组织公众号认证需缴纳300元费用用于腾讯指定的第三方认证公司审核，一旦通过便成为认证公众号，有效期自认证通过后一年，到期前可再次提交认证。公众号可以用作医院挂号、护照签证续签或信用卡服务等平台。但公众号文章不允许公众号作者在文章里添加微信平台以外的外部链接，唯一能任意链接的地方是底部的“阅读原文”。
根据微信官方，自2018年3月起，由于“相关法律规定”，新注册的公众号将没有“写留言”功能，未声明何时重启这一针对新账号的功能。但运营者仍可以通过使用外部小程序等方式来实现留言功能。2024年，公众号重新开放留言功能。2024年11月，订阅号悄然更名为公众号，但截止至24年12月22日，PC端的微信订阅号这一名称仍未更改。

#### 視頻號
視頻號內容以視頻居多，可以發佈長度不超過1小時的視頻或不超過9張的圖片。也可以进行在线直播。

#### 搜一搜、看一看
2017年5月，腾讯启动“搜一搜”和“看一看”新闻推送功能，据称此举“直接挑战中文搜索引擎百度”。

#### 圈子
前身为“购物单”功能（好物圈），用户可以将感兴趣的商品添加到清单，之后于2019年12月发展为“微信圈子”，功能类似于基于兴趣同好的豆瓣小组。但由于用户触及率低，该功能于2021年12月28日停止运营。

### 生活功能

#### 微信支付
- 支付功能

微信支付支持银行卡转账、扫码支付、近场通信等时下流行的多种移动支付手段，并在中国大陸、香港实现本地化，绑定了银行卡的用户可以利用微信來支付账单、购买商品和服务、並實現向其他用户转账、甚至可以在支持微信支付的商店消费或进行跨境消费。被称为“小程序”的第三方通过开发轻量级的“应用程序中的应用程序”来提供部分服务。
微信支付導入微信的电子现金服务，允许用户进行移动支付，在用户之间汇款。每位微信用户都有属于自己的微信支付帐户。用户将帐户绑定银行卡，或从其他用户收款可以获得零钱。绑定信用卡的用户只能向供应商付钱，不能补充零钱。微信支付可用于电子现金以及供应商付款。截至2016年3月，微信支付全球用户超过3亿。2016年4月，微信斥资1亿人民币加快市场拓展。
- 金融功能

微信支付提供信用卡还款、微粒贷借钱等基础金融功能，用户还可以从微信支付页面中直接进入腾讯理财通，在理财通中购买基金等其他金融产品。
- 社会服务功能

微信支付中整合了部分社会服务功能，用户可以在微信支付中便捷完成水、电、气等生活缴费，浏览所在城市的气象、医疗、保险、交通、政务及公益等服务信息。
城市服务于2015年上线，涵盖北京、上海、广州、深圳等27个城市。城市服务包括门诊预约、水电费和交通罚款缴纳和车票预订等功能。
2015年，微信推出热度地图展示人流密集度。Quartz专栏作者乔希·霍维茨质疑中国政府利用该功能监控非法集会，但这一消息未得到证实。

#### 微信卡包
用戶可通過微信公衆號、城市服務等渠道領取會員卡、優惠券、交通卡、电子发票、電子證件並會保存在微信卡包中。

#### 掃一掃
在簡體中文語言版本中，可掃描二维码、条形碼、識別書籍、CD封面及電影海報，拍攝街景識別位置（實際是通過手機定位）以及拍攝照片後識別照片中的中/英文並提供翻譯。其他語言版本中顯示爲「掃描二维码」，只提供掃描條碼、二维码功能。

### 小程序
2017年，微信推出“小程序”功能。用户可以使用微信內二维码掃描功能扫描小程序碼或小程序二维码打開小程序，亦可以通過微信內搜尋小程序並打開。打開使用過的小程序可在「發現」頁－「小程序」中找到。微信開放基於多種服務類目的小程序。用戶可以透过小程序打车、点餐、外卖、游戏、工具等，大部分现时手机上应用都被以小程序形式再次推出。用户不需要在移动端上安装其他应用程序，企业主可以在微信的生态系统中创作自己的小程序。腾讯正计划和Tech in Asia打造自家的智能手机增强现实平台，该功能有望在未来上线。
在安卓系統中，小程序可被添加到主畫面，讓用戶能夠更快打開。

### 企业微信
微信专门为办公目的、公司和企业沟通推出的微信企业于2016年上线。该软件旨在帮助员工将工作与私生活分隔开。除了一般的聊天功能，该程序还让公司或他们的员工跟踪年假和需要报销的费用，员工可以请假甚至打卡证明在工作。为保证安全，公司必须注册，员工才能使用该服务。
2017年6月29日，企业微信与企业号产品合并，企业号现已升级为企业微信，将继承企业号的所有能力。当前，企业微信与微信是两个互相独立的应用程序。
2020年9月，企業微信英文名更名為WeCom。

### 其他
- 微信电话：WeChat Out：2016年2月，腾讯推出VOIP服务：微信电话，允许用户在全球范围内拨打手机和座机。该功能允许购买功能程序内的电话卡，最初只在美国、印度和香港推出，后来扩大到日本、泰国、澳门、老挝和意大利[76][77]。
- 微信指数：2017年3月，腾讯推出微信新功能“微信指数”。搜索微信指数收录的关键词，用户便可以查看该关键词在过去7天、30天和90天内的流行指数[78]。这些数据基本上是从微信公众号中的内容采集的，评估指标包括社交分享、点赞或阅读量等指标[79]。
- 微信運動：用戶通過微信運動可以查看自己每天行走的步数。[80]
- 微信鍵盤：2022年9月，微信推出微信键盘App（微信输入法）。该键盘是独立的 APP ，但是在微信中使用时会有额外的协作功能，例如能够快速搜索和发送表情包、歌曲等内容。[81]

## 法律規管微信群
2017年9月国家互联网信息办公室推出《互联网群组信息服务管理规定》規管微信群等即時通訊群組。當月《检察日报》採訪了国家行政学院教授杨小军的看法，「杨小军也认为，管理责任并非上述一些网友所理解的『让群主也要承担群成员违法违规的责任』，在互联网群组中不只有群主一个责任主体，还有群主、参与人（发言人）、网络平台提供商、相关主管部门这四个主体共同参与，才有互联网及其群组的发展进步；同样，四个主体也分别承担相应责任」、「对于一些网友列举出群主需要对群成员的信息发布和传播行为而承担的诸多民事、行政乃至刑事责任，杨小军明确表示了反对：『这个观点实际上是让群主一人负担所有人的责任，甚至把管理部门的责任都归到群主身上。这既不客观，也不可能』」；報導又採訪中国政法大学教授王卫国，「有网友戏称通过司法考试才敢当群主。有的群主对法律法规不是很熟悉，那么其对群成员的信息交流是否违反法律法规该如何判断、管理呢？王卫国表示，这还是网友对管理责任的过大理解。实际上，群主只要根据一般人的判断，认为群成员的表达明显不妥时，给予提示、禁止，就算是已经尽到管理责任了。对于比较专业化的问题，法律法规不可能赋予群主过度的责任。」

## 相關爭議

### 客户端的使用
在微信上传输文件后，经过一段时间将会无法保存，这导致了用户的困扰。

### 自动订阅
微信安装后，在用户不知情的情况下自动订阅了腾讯新闻组件，该组件每天会推送几条新闻，令有的用户不堪其扰。取消订阅的操作繁琐。有用户表示，微信客户端在初始安装时，并未提示用户勾选订阅新闻的选项，多数用户对于自己订阅了腾讯新闻并不知情。腾讯微信市场部人员则表示，“腾讯没有与其他任何第三方公司合作，只会在用户勾选的情况下推送腾讯自己的新闻，如果要取消的话，可以在设置里面选择勾选插件，然后取消订阅。” 

### 关键字审查
微信会执行中国大陆的關鍵字审查。特定词汇無法傳送給收件人。腾讯称，由于“技术故障”误将关键字审查应用于中国大陆之外的用户。腾讯总裁刘炽平表示“微信是针对内地，WeChat是针对国际市场”，内外有别。
2016年11月30日，加拿大公民实验室发布了针对微信关键字过滤问题的研究报告。研究发现关键词过滤仅针对使用中国大陆手机号码的注册用户；关键词被审查之后用户不会收到提示，而且群组聊天中的审查更为严格；关键词列表并非一成不变，新发现的关键词常与新闻事件有关。另外，微信自带的浏览器会对中国用户屏蔽一系列网站，而中国大陆之外的用户却可以使用微信自带的浏览器访问这些网站。
2020年5月7日，加拿大公民实验室再次发布了针对微信关键字过滤问题的研究报告。这次研究发现，微信对中国注册和非中国注册的账户都进行了内容监视。
德國之聲報道稱，加拿大多伦多大学公民实验室（Citizen Lab）周二（2020年3月3日）公布的研究显示，2020年2月，正值2019冠状病毒病疫情爆發之際，中國社交媒體平臺微信擴大審查範圍，87%敏感詞涉中共中央总书记习近平。

### 自媒体审查不严
一些迎合中国民族主义者口味的文章审查不严，例如从2016年起，每逢圣诞节前，自媒体创作“八国联军发明圣诞节”的谣言，这些文章和视频在微信群和朋友圈中被广泛传播。2020年4月16日，微信平台上因一篇题为《哈萨克斯坦为何渴望回归中国》的文章，并随后在搜狐等网络平台刊登后，引起哈萨克斯坦外交部就此事向中国外交部表示抗议。微信随后宣布展开清理，已删除“渴望回归中国”类违规文章227篇，对153个公众帐号进行封号处理。显示微信公众号并非第一次出现批量生产「标题党」文章的问题。2020年直到现在流行着，有关秦始皇登基诏书谣言“朕亡，亦将化身龙魂，佑我华夏永世不衰。”和给赵佗下了密诏“大秦可以亡，华夏不能亡”的谣言，而史实是。秦始皇在位时，赵佗只是讨伐岭南百越的副将，占据岭南后，是岭南三郡之一的南海郡龙川县的县令。当时岭南大军的主将是屠睢，后来换成了任嚣。这类文章虽然经过辟谣，但这类文章在微信仍然广泛传播。而一些有关政治的敏感内容却审查得很严，自媒体一定要与中国政府态度保持一致。

### 隐私以及监控
一如Facebook等大多數相似應用，因为微信可以访问电话、短信，并用定位确定用户的位置，有人担忧微信使用户容易受到监视，尤其總部是設在網路管制的國家。而且用微信发送的文字讯息、留言照片、影片，通通都会经过位于中国大陆的服务器，消息本身也很容易被监控；中华民国国家安全局担忧微信变成中华人民共和国政府窃取情报的工具，呼吁政府公务人员不要使用。2017年11月，印度安全机构向在中印边界线上的部队下发通告，要求所有军人删除他们的智能手机中的外国应用程序，其中就包括微信。2018年3月起，澳大利亞國防部禁止工作人員使用微信，以防止中国在澳大利亞實行間諜活動。用户发送的敏感内容不仅无法传送到收件人，更可能会被腾讯截获并保存。异议人士胡佳称“国保”可以一字不差地复述胡佳在微信上跟朋友发送的语音消息。内蒙古网友因在微信上“批评当地政府贪污腐败”被拘留，而人权组织国际特赦组织也批评腾讯公司的QQ和微信的通信毫无隐私可言。网络安全公司 Lookout 发现，木马程式xRat可以取得手机极高的执行权限，讀取QQ和微信內的數據，并能远程控制照相机和麦克风。據公民實驗室（Citizen Lab），微信似乎能夠自動過濾黑名單上的詞彙，審查人員還可以不斷修改黑名單。這項技術可識別敏感圖像，在發送過程中就會被刪除，發送者更不會知道訊息已被攔截。
2020年2月24日，微信账号和Twitter追踪：中国政府通过追踪Twitter用户的手机号码和黑客攻击WeChat账号来寻找发表批评言论的人。在中国居住的江明通过VPN访问Twitter，并回应了一条批评中国政府对新冠疫情反应迟缓的推文。几天后，国家安全部门打电话给江明，要求与他见面。虽然江明要求合法传唤，但几天后，特工来到他位于东莞市的住所，称他的推文攻击了中国共产党。特工声称通过江明的推特账号所关联的手机号码，在政府数据库中找到了他的信息。拘留并强迫江明认罪，江明被迫签署了一份承诺书，承诺不再重复他所做出的“威胁”。
2020年7月30日，微信被北京互联网法院作出一审宣判，认为「微信读书3.3.0版本」（简称“微信读书”），微信好友之间的读书信息默认开放，构成对使用者信息权益的侵害。
2021年10月8日，有iOS用户发现，微信在用户未主动激活应用的情况下，在后台数次读取相册，每次读取时间长达40秒至1分钟不等。当晚，微信团队回应，iOS系统为app开发者提供相册更新通知标准能力，相册发生内容更新时会通知到app，提醒app可以提前做准备，app的该准备行为会被记录成读取系统相册。微信表示，上述行为均仅在手机本地完成，最新版本中将取消对该系统能力的使用，优化快速发图功能。
2021年10月9日，微信被发现于iOS平台上对用户相册进行扫描，且每隔几小时就会重复该行为，同时同一公司旗下的QQ和阿里巴巴的淘宝也被发现有此行为。微信代表在一份声明中称，该行为将在新版本中被取消。

### XCodeGhost
2015年9月，微信的iOS 6.2.5版本被发现植入恶意代码，有用户信息泄露的风险，究其原因，在于微信开发小组违规使用了第三方渠道的XCode。Xcode是苹果公司免费提供给开发者的集成开发环境工具，然而在2015年有植入了被称作XCodeGhost代码的版本在中国大陆网络上散播，部分开发者因为 GFW 影响下连接苹果商店速度缓慢而选择第三方下载，且没有验证签名，从而造成了最终应用的安全风险。
微信约在2015年9月20日于苹果应用商店下架了应用，稍迟提供更新版本，然而之后发布的iOS 6.2.6版更新日志中并未说明该风险。

### 不正當競爭
騰訊与百度、阿里巴巴并称中國大陸三大互聯網巨頭。因此，微信作爲騰訊旗下的產品，也因涉嫌對其他公司采取不正當競爭而引發廣泛的爭議。微信曾以“反對誘導分享”等理由，封禁快的公司、优步公司的微信内容（快的公司由阿里巴巴投資，优步爲世界流行的打車軟件），與此同時，騰訊投資的滴滴打車在微信上發佈同樣内容卻未被封禁。此外，微軟曾在微信中引入其人工智能公衆號“微软小冰”，亦被騰訊以“擾亂群聊秩序”等名義封禁。騰訊還一度封禁网易云音乐、虾米音乐等音樂軟件在微信上的分享功能，亦被懷疑是爲自家的QQ音乐站臺。
2013年11月22日，淘宝正式屏蔽了来自微信的访问。微信也很快反过来屏蔽了淘宝的链接访问，自此淘宝、天猫等阿里电商app分享至微信的网页链接将被限制从微信中访问；淘宝上线淘口令，该口令为一段自定义的文本内容格式，该分享方式存活至2018年5月29日，微信发布新规将封禁“淘口令”内容，而作为电商app京东商城则得到优于淘宝系电商应用的待遇，京东商品分享至微信内不会被禁止访问和打开。围绕微信屏蔽抖音短视频链接、今日头条被指误导公众指责腾讯游戏戕害儿童，称腾讯产品封杀其网页链接曾引发两大舆论争议，这些商业矛盾最终以不正当竞争诉讼的形式爆发。6月1日下午，腾讯称已起诉今日头条和抖音不正当竞争，索赔1元。与此同时，今日头条已于同日起诉腾讯不正当竞争，索赔9000万元。
2019年1月15日，三款社交App马桶MT、多闪和聊天宝在发布的当天被微信全面封杀。其中微信封杀多闪的事件也引发了一场公关战，也被媒体称为“头腾大战”。
2019年3月19日，多闪客户端向用户发送弹窗称“根据腾讯公司要求，凡在微信/QQ上的账户信息，包括头像、昵称的权益均属于腾讯公司。多闪方面建议，若头像、昵称与微信/QQ一致，需要进行更改，若昵称使用真名，则可以保留”。当日腾讯公司亦指出“多闪非法从抖音获取用户的微信/QQ头像和昵称”。对此多闪于当晚发表声明，称多闪未从微信获取数据，且用户头像和昵称来源于抖音，需在用户明确授权后才从抖音同步。此后在3月21日，《第一财经日报》报道在2019年2月，河南商丘睢阳区法院发布一条禁令，称商丘市民窦某要求多闪停止使用其微信头像、昵称，停止将其推荐给其他用户。而多闪未收到原告窦某的禁令申请，也未收到法院的禁令裁定书。对此多闪回应称“用户头像、昵称的授权和展示均合法合规”，同时在应用中提供了取消同步和推荐的能力，并表示上述做出的裁定“没有任何事实和法律依据，并且严重违反法律程序”。
2019年4月13日，律师张正鑫因无法通过微信直接向好友发送淘宝商品链接和抖音视频链接，认为微信运营者的行为侵犯通信自由，同时违反了《中华人民共和国反垄断法》相关规定，为此张正鑫将腾讯公司起诉至北京知识产权法院。4月23日，北京知识产权法院表示此案已正式受理。
2021年2月2日，抖音向北京知识产权法院提交訴狀，起訴騰訊壟斷。抖音认为，騰訊微信和QQ限制用戶分享來自抖音的內容，構成了《中华人民共和国反壟斷法》所禁止的「濫用市場支配地位，排除、限制競爭的壟斷行為」。抖音要求法院判令騰訊立即停止上述行為，刊登公開聲明消除不良影響，並賠償抖音經濟損失及合理費用9,000萬元人民幣。
2021年11月30日，腾讯公司宣布，将允许微信群聊用户直接打开第三方电商平台的链接。微信官方也发布《关于“微信外部链接内容管理规范”的更新声明》，表示在点对点聊天场景将可直接访问外部链接，而在群聊场景中也将试行开放电商类外部链接直接访问功能。此前，微信曾表示，将开放一对一聊天场景下访问外部链接，此前完全不能在微信分享的淘宝和抖音等链接现在可以一键分享。

### 俄罗斯封锁
2017年5月4日，俄罗斯联邦通信、信息技术与大众传媒监督局将微信列入黑名单，次日开始出现大规模封停状况。据称俄方封锁微信是因为运营方拒绝将用户信息上传给俄罗斯当局，因相同理由同时被封锁的还有LINE和BlackBerry Messenger等国外社交软件。中国有网站提醒在俄罗斯的微信用户暂时不要登出微信应用，否则将无法再次登录。5月11日，俄罗斯解除了对微信的封锁。
2023年3月，俄罗斯根据信息保护法将微信列入禁止政府机构使用外国应用程序的封锁名单。

### 2018年6月15日嚴打雙開及篡改軟件
2018年6月15日20时左右，微信进行了大批量的封号行动，被封号的用户将无法直接登录微信，并弹出相应解封說明提示。这次封号的重点依旧是之前的“双开微信”等微信辅助插件。未经微信官方確認的消息指，是次封号范围也包括安装使用Xposed框架篡改微信软件界面（美化），破解微信权限签名的用户。被認為这些用户不顾微信的使用协议，传播这些有用户隐私安全外洩風險的第三方工具軟體，并使用其一些批量功能发送微商推广，秒抢红包等功能，严重影响其他微信用户的利益。已經證實一些仅用了root權限管理软件的微信使用者，并未对微信进行修改、破解操作也被封号。本次賬號封禁行動涉及的全為安卓版本微信，被認為是微信團隊開始針對安卓root權限的實行封禁行動。

### 打压性少数团体事件
2021年7月，微信突然关闭大量涉及性少数（LGBT）团体的高校公众号和订阅号，被指侵犯LGBT者的人权和言论自由。以胡锡进为首的官媒则称对此毫不知情，又认为同性恋在中国已经没有受到公权力的打压，但有“一定保守性是必然的，也有其合理性”。新南威尔士大学中国及亚洲研究学高级讲师王盼博士认为，随着中国社会面临人口危机和生育率下降等问题不断加剧，同性恋被认为冲击了以一男一女为核心的家庭制度，因此政府自然地会审查打压相关信息。女权主义者李麦子认为这是中国政府打压有影响力的公众号的一种常见方法，特别是涉及性小众人群相关的内容。前中国外交官杨涵认为，此举释放的信号是性小众话题被中国官方视为容易受西方敌对势力的支持，因此要予以镇压。

### 其他事件
2014年3月，一批微信公眾號被关闭，理由大多是多次被用户举报“违反相关规定”。有20万订阅者的徐达内小报等微信公眾號，也都没有幸免於难。
2014年12月，腾讯开始封禁使用蓝叠等虚拟机（模拟器）登录微信的用户。不少用户因此质疑微信开放性，腾讯客服称“安卓模拟器（Android Application Runner）不是我们的软件，所以不能用来登录微信。”
2017年4月19日，微信团队宣布即日起关闭苹果版本的公众号文章打赏功能。此后，公众号运营者只能在文章展示个人转账二维码，通过转账方式获取资金支持。微信作出此举的原因，据信是原有的打赏功能采用“指引客户使用非IAP机制进行购买的按钮”，违反App Store现行的条款，腾讯就此事和苹果展开“长期沟通协调”未果。
2017年6月8日，广东网信办责令关闭30个知名公众娱乐账号，业界估计损失超过60亿元人民币。
2018年2月25日起至3月底这段时间内，微信头像、昵称及个性签名、QQ空间个人档资料内容暂时无法修改。
2018年7月初，微信支付SDK被發現XML External Entity漏洞，該漏洞可導致微信支付伺服器上的商戶資訊（包括但不限於商戶的交易記錄、支付資訊管理等）外洩，微信官方也確認了這一資安漏洞的存在，並於2018年7月5日通過中国国家信息安全漏洞库發表了這一資訊以及相應的修復程式。2018年8月30日小游戏推广获得微信广告全量支持但大约十分钟又被主动删除。
2019年1月24日上午，微信出现大面积故障，影响部分用户的登录、信息发送等。表现为信息无法发送，弹出“微信账号已经被删除”的提示等。
2019年2月15日，部分报道指部分微信帐号在网站上明码标价出售，用于仙人跳、刷流量、赌博等非法活动。微信方面表示会展开“死水行动”，“从源头上打击养号黑产”。
2019年3月3日，有不少新浪微博网友发布关于微信App内翻译出现错误的截图，特别是涉及蔡徐坤的汉语拼音caixukun或拼音首字母缩写cxk。微信团队承认在翻译一些没有训练过的非英语正式词汇时会出现翻译问题，团队会紧急处理这些问题。
2019年10月13日，微信针对媒体曝光的“10元修改朋友圈定位”问题，表示这种虚拟定位实际上利用了群控技术开发的外挂，通常被包装成“微营销”神器，而使用外挂属于明确违规行为。同时，微信团队要求淘宝等平台下架相关外挂产品。
2019年10月14日，一些中国网民表示自己的微信被封号，原因为“国务院打击治理电信网络新型违法犯罪工作部际联席会议办公室通报封停”。官方回应称是为打击云南部分地区及边境外的新型电信诈骗，凡在云南部分地区登录过微信的都给予封号。
2019年12月，微信的自动翻译软件将加拿大国旗的表情符号翻译为“他在监狱中”(He's in prison)，引发争议。腾讯随后致歉，并修补了该漏洞。
2020年6月，因中印关系恶化，印度政府宣布封禁中国软件。7月，微信停止印度用户的服務。
2020年6月19日，英国驻华大使馆公众号发布的涉香港内容被删 ，引起英国政府的不满。
2020年8月7日，美国总统特朗普签署两项行政命令，禁止受美国司法管辖的任何人或企业与TikTok的母公司字节跳动以及微信母公司腾讯进行任何交易。这两项命令自2020年8月7日開始，於45天后生效。9月16日，美國司法部表示，如果個人或團體仅仅是下载或使用微信進行个人或商业信息交流，則他們不会面临刑事或民事处罚。9月18日，美国政府宣布，9月20日起，美国应用程序商店必須下架微信，美国的微信用户不准使用微信转账资金和支付功能。美国的电信运营商、主机商、互联网接入服务提供商，不得与微信合作。公众号、服务号、小程序和微信朋友圈上的广告投放也被禁止。不過在9月20日，加州北区联邦法院的法官發出禁制令，暫時阻止川普政府實施微信禁令。2021年2月11日，美國政府叫停微信禁令。6月9日，美国总统乔·拜登撤销了微信禁令。
2020年8月15日，深圳南山区深圳科技园嘉达研发大楼一名21岁男子跳楼身亡，8月25日，其哥哥反映是因为弟弟微信账号涉黄被封禁影响做生意导致轻生，8月27日，腾讯就该事件做出回应，该账号被人举报色情骚扰，作出72小时短期封禁处罚到期后可自行申请解封，事件曝光后出于人道主义赔偿逝者家属15万体恤金。
2020年12月1日，微信以“不實圖像”為由禁止澳大利亞總理莫里森的內容傳播。
2021年1月8日，美国人权团体公民力量就微信对资讯的审查，并监控微信用户，包括向中华人民共和国政府上交用户的私人数据和通讯记录，给用户造成一系列损失，在美国加利福尼亚州高级法院启动集体诉讼。
自2021年7月起 ，澳大利亚总理莫里森的团队就已经无法进入其微信公众号。2022年1月初，该账号在未经本人同意下，被改名为「澳华新生活」，內容也替换为中国政府的宣传贴文。澳大利亚总理办公室正努力恢复该账号的运营。澳大利亚情报与安全官员和政治人物批评，此举是中国政府干涉外国的行为，尤其是针对2022年即将举行的全国选举。莫理森的账户的原所有者是一名福州人，注册名为纪先生，这是因为以规避微信不允许外国人管理的规定。该账号由福州986信息科技有限公司首席执行官黄爱鹏于2021年11月从原所有者手中购买。黄爱鹏表示，他从代理人购买莫里森的微信公众号是因为想要一个拥有大量粉丝的平台，并计划删除莫里森发布的所有内容，并使用该帐户用来宣传其他材料。他沒有透露花了多少钱购买莫里森的微信帐号，但表示不会将这个帐号交还给莫里森总理办公室，因为所有权的转让已经得到微信的批准。腾讯发言人表示，莫里森总理的帐户并非遭到黑客攻击，而是一场帐户所有权纠纷，而出售账号违反了微信的服务条款。
2022年4月，上海因疫情爆发而封城，期间出现多起民众因严厉封控而生活、就医遭受影响事件。有微信用户将期间的见闻、人们的呼声编辑成视频《四月之声》，但是却在短时间内遭到删除和封禁。
2022年5月10日，世界卫生组织总干事谭德塞发表对中国大陆COVID-19的零容忍政策不可持续的评论，在中国社交媒体上遭到屏蔽。谭德塞在联合国媒体简报会上称：「考虑到病毒的行为以及我们现在对未来的预期，我们认为这是不可持续的。」在评论发布不久后，微信在隔日以「文章因违反相关法律法规，已被禁止分享」为理由删除。微信也禁用了联合国类似帖子的分享功能，「世界卫生组织」和「谭德塞」的标签更同样被屏蔽。
2022年5月26日，美国国务卿安東尼·布林肯发表中国政策演讲后，美国驻中国大使馆隔日在微信公众号发布演讲中文全文内容，但随即遭微信屏蔽，使用户看得到演讲题目，但看不到内容。
2022年9月，加拿大与美国驻中国大使馆官员表示，它们在微博和微信上传关于联合国新疆人权报告的帖子遭到审查，美国国务卿安東尼·布林肯发表对新疆人权报告的反应帖子也这两个平台被屏蔽。
2023年10月30日，加拿大决定禁止在政府发放的移动设备上使用WeChat。

### 演算法与政治宣傳
2024年5月8日，台灣民主實驗室发布研究報告，显示部分經營主題為紀錄台灣生活的微信影片內容創作者，會加上「統一」、「祖國」、「兩岸一家親」等詞彙，并表示发生这种现象的主因是微信演算法會提高呼應中共宣傳的貼文觸及率。

## 外部連結
- 微信官网（简体中文） （页面存档备份，存于） （简体中文）
- Wechat官网（繁體中文） （页面存档备份，存于） （繁體中文）
- Wechat官网（英文） （页面存档备份，存于） （英文）
- 微信網頁版 （页面存档备份，存于） （简体中文）
- 微信公众平台 （页面存档备份，存于） （简体中文）

### 社交平台
- 微信的X（前Twitter）
- 微信的新浪微博
- 微信的Facebook專頁
- 微信台湾的Facebook專頁
- 微信香港的Facebook專頁
- 微信新加坡的Facebook專頁
- 陆树燊.微信发展简史：微信成功的必然和偶然 （页面存档备份，存于）.36氪.2018-05-27